# Carla Antonelli
Carla Antonelli, pseudonimo di Carla Delgado Gómez (Güímar, 12 luglio 1959), è un'attrice e attivista spagnola per i diritti delle persone LGBT. Dal 7 giugno 2011 è deputata all'Assemblea di Madrid, iscritta nelle liste del Partito Socialista Operaio Spagnolo. Prima persona trans a prestare servizio in una legislatura in Spagna.

## Biografia
Antonelli ha frequentato il Conservatorio di Musica e Arti Drammatiche (Conservatorio de Música y Arte Dramático) di Santa Cruz de Tenerife.
Nel 1980 ha registrato il primo documentario sulla transessualità per TVE2, che non andò in onda fino al settembre 1981, dopo il fallito colpo di stato di Antonio Tejero. Antonelli è meglio conosciuta per il suo ruolo di Gloria nella serie televisiva El síndrome de Ulises.
Nel 1997 è entrata a far parte del PSOE, come Coordinatore di Area per il Gruppo Transessuale Federale/LGBT.
Nel 2004 il PSOE vinse le elezioni e il Congresso approvò il matrimonio gay, ma a quel tempo i diritti ai transessuali non furono concessi. Nel 2006, Antonelli ha minacciato uno sciopero della fame a meno che la maggioranza del PSOE non avesse adottato la legge sull'identità di genere (Ley de Identidad de Género). La legge è stata adottata nel 2007 ed è stata la prima persona transessuale nella Comunità di Madrid a ottenere la designazione del sesso modificata sui suoi documenti legali.
Antonelli si è pronunciata contro i tentativi di vietare il lavoro sessuale in Spagna, sottolineando che avrebbe avuto un effetto sproporzionato sulle donne trans, che spesso hanno difficoltà a trovare altro lavoro.
Ha ricevuto diversi premi per il suo lavoro. Il collettivo transessuale di Madrid l'ha premiata nel 2003 per i suoi sforzi pionieristici. È stata premiata dai gruppi transgender in Catalogna e Andalusia nel 2008 per il suo lavoro sul Gender Identity Act. Ha vinto i Premios Látigos y Plumas 2008 della Federación Estatal de Gays, Lesbianas y Transexuales de España e il Premio Baeza 2009 (Premia Baeza) per la visibilità.
Il 22 maggio 2011, Antonelli è stata eletta nella lista del Partito socialista spagnolo all'Assemblea della Comunità di Madrid, diventando la prima persona transessuale eletta in una legislatura in Spagna; è stata rieletta nelle elezioni regionali del 2015 e del 2019.
Antonelli ha annunciato il 18 ottobre 2022 di lasciare il PSOE a causa di divergenze riguardo alle sue posizioni verso le persone LGBT. Dichiarandosi indipendente, il 23 giugno 2023, Más Madrid ha annunciato che avrebbe sostituito Pablo Gómez Perpinyà come loro prossimo senatore designato a livello regionale.